# Lutgarde Thijs
Lutgarde Thijs (Neerpelt, 2 januari 1962) is een Belgisch voormalig kajakster.

## Levensloop
Thijs nam samen met Marleen Kuppens deel aan de K2 500 meter op de Olympische Spelen van 1984 te Los Angeles. Het duo werd er negende in de eindstand.
Ze was aangesloten bij de Neerpeltse Watersport Club.